# Lourenço Antônio Brancher
Lourenço Antônio Brancher (Capinzal, 19 de junho de 1938) é um político brasileiro.
Filho de Guilherme Brancher e de Adelina Maria Rosa Zortéa Brancher. Casou com Marielena de Lima Brancher.
Foi deputado à Assembleia Legislativa de Santa Catarina na 6ª legislatura (1967 — 1971).